# Rothell-Formation
Die Rothell-Formation ist in der Erdgeschichte eine lithostratigraphische Gesteinseinheit im Oberkarbon des Saar-Nahe-Beckens. Sie liegt auf der St. Ingbert-Formation und wird von der Sulzbach-Formation gefolgt. Sie wird in das Westfalium B (Oberkarbon oder Pennsylvanium) datiert.

## Namengebung und Begriffsgeschichte
Die Rothell-Formation ist nach dem Gewann Rothell im Stadtgebiet von St. Ingbert benannt. Dort trägt eine Straße den Namen "Zur Rothell". Der Name erscheint bereits 1914 in der Arbeit von Paul Kessler als "Rotheller Flözgruppe".

## Definition, Korrelation und Alter
Die Rothell-Formation umfasst Sandsteine, die gelegentlich durch Kohleflöze unterbrochen sind. Die Liegendgrenze bildet die Basis von Flöz 1 Süd, die obere Grenze ist der sog. Tonstein 5. Die Mächtigkeit beträgt in der Forschungsbohrung Saar 406 m (durch Überschiebung im Profil wahrscheinlich größer als die tatsächliche Mächtigkeit). Insgesamt enthält die Formation die Kohleflöze Nr. 81 bis 72. Der untere Teil der Formation besteht aus einzelnen "fining-upward"-Zyklen, d. h. die Korngröße nimmt jeweils zum Top der Sequenz ab. In diese Sequenzen sind einzelne Kohleflöze eingelagert. Sie werden als Ablagerungen von kleineren Flussläufen gedeutet. Der obere Teil besteht aus einem Paket von Grobsandsteinen, das als ein deltaischer Schüttungskörper zu interpretieren ist. Auch diese Sandsteine werden von einzelnen Kohleflözen unterbrochen. Die Rothell-Formation wird nach der Flora in das Westfalium C datiert, in der STD2002 ist die Formation dagegen in das Westfalium B (Duckmantium) gestellt.

## Gliederung
Die Rothell-Formation wird anhand der unterschiedlichen Gesteinsausbildung in eine untere und in eine Obere Rothell-Formation untergliedert. Zusammen mit der St. Ingbert-Formation und der Sulzbach-Formation bildet die Rothell-Formation die Mittlere Saarbrücken-Gruppe des Saar-Nahe-Becken.